# بروسونتة هارمندية
بروسونتة هارمندية (الاسم العلمي:Broussonetia harmandii) هي نوع من النباتات تتبع جنس البروسونتة من الفصيلة التوتية.